# Hold On (Freddie Mercury e Jo Dare)
Hold On è un singolo di Freddie Mercury e Jo Dare del 1986.
Prodotta e musicata da Mack, la canzone venne composta per la colonna sonora del film tedesco del 1986 Zabou.

## Pubblicazione
Hold On venne registrato ai Musicland Studios di Monaco di Baviera, contemporaneamente alle incisioni di A Kind of Magic, e fu pubblicato come singolo esclusivamente in Germania, con la cover di A Change Is Gonna Come cantata da Tina Turner come lato B, senza avere buoni risultati in termini di vendite. Il brano venne poi incluso nel nono CD del box set Freddie Mercury Solo Collection nel 2000.